# Philippe Wolfers
Philippe Wolfers (Bruxelles, 16 aprile 1858 – Bruxelles, 13 dicembre 1929) è stato un orafo, gioielliere e imprenditore belga, prima membro dell'azienda paterna Louis Wolfers Père et Fils e poi fondatore dell'azienda di gioielleria Wolfers Frères in collaborazione con i due fratelli minori Max e Robert. Svolse validamente p1ure l'arte di argentiere, scultore..

## Biografia

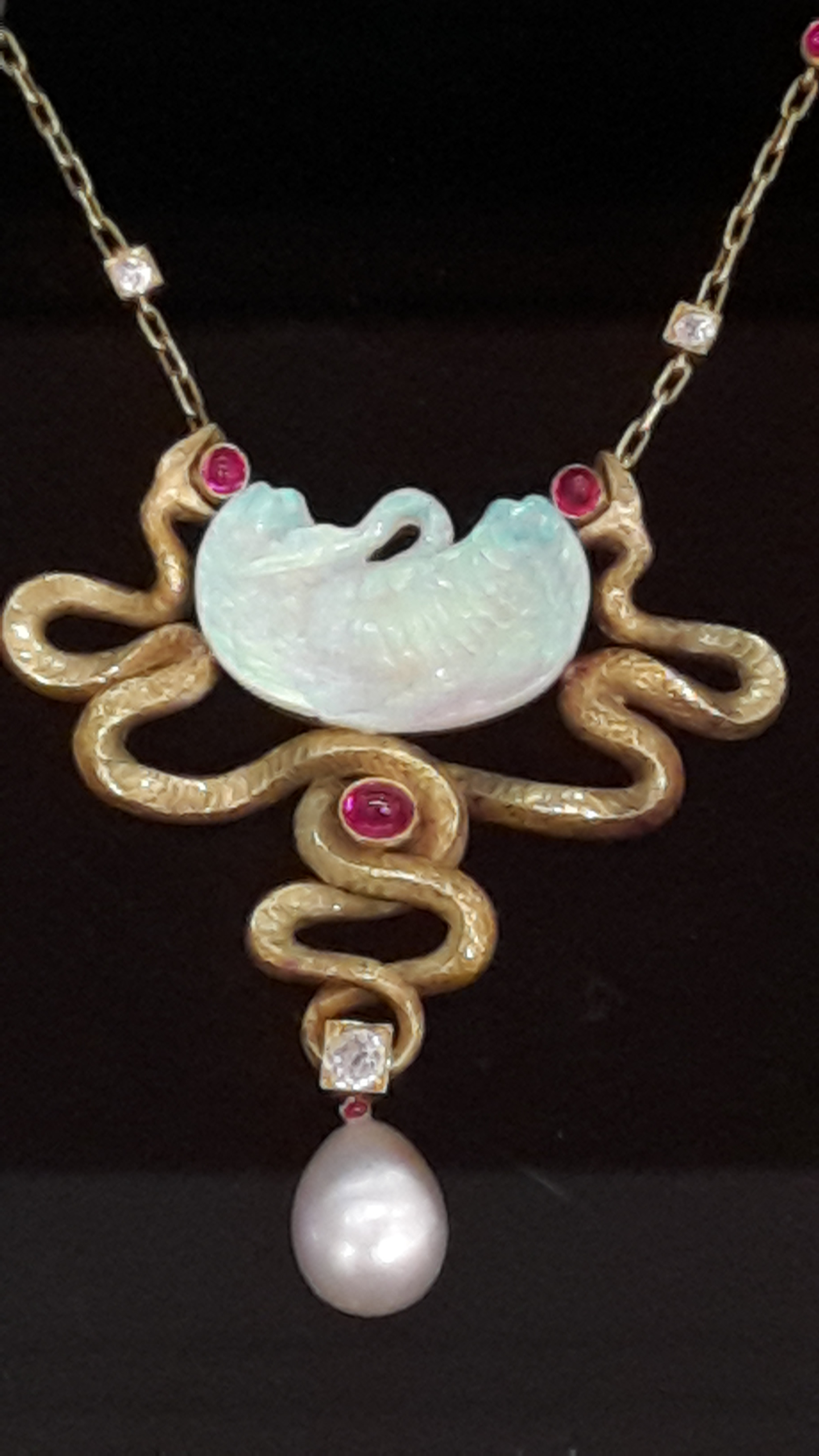
Collana "Il cigno e i serpenti" creata da Philippe wolfers per la moglie Sophie Wildstätter

Philippe è il figlio primogenito di Louis Wolfers (1820–1892), un immigrato tedesco che nel 1850 apre un piccolo laboratorio per la produzione di prodotti in argento. I tre figli inizieranno a lavorare nella società familiare fin da giovani e nel 1885 il padre associerà Philippe all'azienda, cinque anni dopo sarà il turno di Marc (detto Max) e nel 1897 entreranno l'ultimo genito, Robert e il cognato Albert. Con l'ingresso dei nuovi soci l'azienda prenderà il nome di Wolfers Frères.
Philippe frequenta l'Accademia reale di belle arti di Bruxelles e ha come professore il famoso scultore belga Isidore De Rudder. L'influenza del suo professore sarà decisiva e De Rudder collaborerà anche con l'atelier paterno.

Nel 1897 è uno dei primi gioiellieri a lavorare l'avorio e le sue creazioni avranno un enorme successo durante l'Esposizione internazionale di Bruxelles (1897). Quello è anche l'anno della nascita della nuova società Wolfers Frères dove Philippe ricoprirà, fino alla sua morte il ruolo di direttore artistico.
Nel 1909 commissiona al più celebre architetto belga dell'epoca, Victor Horta di realizzare un prestigioso negozio rue d'Arenberg a Bruxelles dove saranno esposte e vendute le sue creazioni e quelle del figlio Marcel Wolfers, che riprenderà il ruolo di direttore artistico alla dipartita del padre. Philippe morirà improvvisamente il 13 dicembre 1929 a Bruxelles.
Massone, fu membro della loggia di Bruxelles "Les Vrais Amis de l'Union et du Progrès Réunis", del Grande Oriente del Belgio.